# Guido Bellido Ugarte
Guido Bellido Ugarte (districte de Livitaca, Perú, 7 d'agost de 1979) és un polític peruà que va exercir com a President del Consell de Ministres del Perú entre el 29 de juliol i el 6 d'octubre de 2021, càrrec equivalent al de primer ministre en d'altres països. També és diputat del Congrés de la República del Perú, en representació del departament de Cusco, des del 26 de juliol de 2021.

## Orígens
Bellido va néixer el 7 d'agost de 1979 al districte de Livitaca en una família quítxua. Va obtenir la llicenciatura d'enginyeria electrònica i el màster en economia amb especialitat en gestió pública i desenvolupament regional a la Universitat Nacional de Sant Antoni Abat de Cusco. Va treballar a l'empresa EYS Technology SAC i a la seu de Cusco de l'Institut Nacional d'Estadística i Informàtica (INEI) com a enginyer electrònic.

## Trajectòria política
Fins al 2018 va ser membre del partit polític Arriba Perú Adelante, on va exercir de representant legal, i més tard es va unir al partit Perú Lliure, on va exercir com a secretari general regional de Cuzco. Com a integrant de les llistes de Perú Lliure es va presentar a les eleccions parlamentàries de 2016 per la circumscripció de Cusco sense arribar a obtenir l'escó. Cinc anys més tard, a les eleccions generals de 2021, va ser escollit diputat del Congrés de la República del Perú.
El maig de 2021, la Fiscalia contra el Terrorisme va obrir una investigació contra ell pel presumpte delicte d'«apologia del terrorisme», arran d'una entrevista on parlava de Sender Lluminós en aquests termes: «El país es trobava en un estat desastrós el 1980. Alguns peruans van prendre el camí equivocat. Són peruans o no? Tenen drets. Què tens en contra dels membres de Sender Lluminós?», havia dit en una entrevista d'un canal de televisió de Cusco. L'any 2017 va participar en un homenatge a la jove senderista Edith Lagos, assassinada en tiroteig amb la policia peruana el 3 de setembre de 1982.

### Primer ministre del Perú
El 29 de juliol de 2021 va ser nomenat Primer ministre del Perú pel president Pedro Castillo.
Com a parlant de quítxua cusqueny va parlar íntegrament en quítxua durant el seu discurs inaugural al Congrés. Per això, congressistes dretans el van criticar poc abans del debat del vot de confiança, quan el congressista de Renovació Popular, Jorge Montoya, li va dir que l'idioma oficial del Perú era el castellà i no el quítxua. La presidenta del Congrés i membre d'Acció Popular, María del Carmen Alva, va demanar a Bellido que parlés en castellà, mentre que altres congressistes cridaven protestant contra l'ús del quítxua que no entenien. Bellido va continuar parlant en quítxua i va citar la constitució peruana segons la qual el quítxua i l'aimara són també llengües oficials. Va destacar que la seva mare no parlava castellà i que ell parlava en quítxua en homenatge «a tots aquells peruans que van morir sense entendre mai una paraula dita aquí [en el Congrés]». Altres diputats del Congrés van defensar l'ús que en va fer del quítxua, com ara la congressista de Junts pel Perú Sigrid Bazán, manifestant que li «sembla valuosíssim que hagi parlat en quítxua, considerant els milions de peruans que la tenen com la seva llengua». L'exoficial major del Congrés José Cevasco va criticar que en el discurs escrit per Bellido no estava la salutació en quítxua i va exigir que fos inclòs en el document. L'analista polític Luis Esteban González Manrique va escriure sobre els incidents del Congrés que: «A l'hora de parlar en quítxua, Bellido llança el missatge que els qui sempre van tenir el poder ja no el tenen».
El seu primer acte com a primer ministre va consistir en un viatge a la província de Chumbivilcas per mediar entre grups indígenes i la mina de coure Las Bambas, negociant directament amb els grups en quítxua i establint amb èxit un acord entre les dues parts. El 26 de setembre de 2021 va advertir a les empreses que perforaven gas al país que paguessin impostos més alts o s'enfrontessin a la nacionalització.
El 6 d'octubre de 2021 va dimitir com a primer ministre, després que el president Castillo li demanés la dimissió.